# Mehdi Pashazadeh
Mehdi Pashazadeh (pers. مهدی پاشازاده; Teheran, 27 dicembre 1973) è un allenatore di calcio ed ex calciatore iraniano. Ha ricoperto il ruolo di difensore nella Nazionale iraniana.

## Carriera

### Calciatore

#### Dall'Esteghlal alla Nazionale
Era titolare nella squadra di calcio iraniana dell'Esteghlal Tehran, insieme al capitano Javad Zarincheh e al centrocampista Ali Reza Mansourian, entrambi membri della nazionale. Vinse il campionato 1997-1998 (Azadegan League), per anni sotto il dominio del Persepolis, l'altra squadra della capitale Teheran. Durante quella stagione, venne più volte impiegato dal C.T. Tomislav Ivić nel ruolo di difensore centrale della nazionale durante le ultime gare di qualificazione ai mondiali di calcio di Francia 98.

#### Mondiali del 1998
Diventato presto titolare, venne convocato per i Mondiali di calcio di Francia '98 dove giocò il 14/06/1998 contro la Jugoslavia nella prima partita del Gruppo F: l'Iran perse 1-0 con gol su punizione di Siniša Mihajlović, ma Pashazadeh raccolse l'attenzione dei media internazionali per aver marcato con successo Predrag Mijatović. Dopo la vittoria contro gli Stati Uniti (2-1), l'Iran venne eliminato dal torneo perdendo la partita contro la Germania, terminata 2-0 per i tedeschi dopo un primo tempo a reti inviolate in cui Pashazadeh marcò strettamente Oliver Bierhoff. Fu nominato miglior difensore asiatico dei Mondiali di calcio 1998.

#### L'esperienza in Bundesliga
Nell'agosto 1998 firmò un contratto biennale con il Bayer Leverkusen, con cui esordì in Coppa UEFA il 15 settembre 1998 contro l'Udinese. In seguito, infortunatosi gravemente al ginocchio, rimase fermo per tutta la stagione. Per permettergli di prepararsi al campionato tedesco, il Bayer decise di cederlo in prestito al Fortuna Colonia in 2. Bundesliga per la stagione 1999-2000, dove vestì la maglia numero 10: a differenza del connazionale Ali Mousavi - anch'egli in prestito dal Bayer - non riuscì ad avere successo perché, dopo aver disputato 3 partite, si infortunò nuovamente allo stesso ginocchio mettendo a repentaglio la carriera di calciatore. Pertanto, il Bayer decise di non rinnovargli il contratto.

#### Il rientro in Iran
Rimasto inattivo nella stagione 2000-2001, rientrò in Iran con l'obiettivo di recuperare lentamente la forma fisica lontano dalle pressioni del calcio europeo. Come più volte affermato nelle interviste concesse ai media iraniani (Keyhan sports, IRIB), Pashazadeh aveva il rammarico di non essersi potuto affermare in Europa dopo le aspettative dovute a Francia '98.

#### Di nuovo all'Esteghlal
L'Esteghlal Tehran, la squadra che lo aveva lanciato, gli permette di siglare un contratto biennale per la stagione 2001-2002: la prima dell'Iran Pro League, il primo anno di campionato professionistico iraniano. Nella seconda metà della stagione, torna in campo per giocare alcuni minuti di gara. Ciò non gli impedisce di segnare nella finale per il 3º posto di Champions League contro il Nasaf Qarshi il 5 aprile 2002.
Nella stagione 2002-2003, con la maglia numero 10 e il posto da titolare, è il capitano dell'Esteghlal che eviterà la retrocessione in Prima Divisione - sconvolgendo le tradizionali aspettative di favorita al titolo (nella stagione successiva l'Esteghlal fallirà il titolo all'ultima giornata di campionato terminando a 2 punti dal PAS Tehran).

#### La nuova avventura in Europa
Nell'estate 2003 torna in Europa, firmando un contratto annuale con la squadra austriaca del Rapid Vienna. Indossando la maglia numero 7, viene impiegato sia come difensore sia come mediano, diventando ben presto uno degli idoli dei tifosi viennesi e riconquistando le critiche dei giornali sportivi tedeschi. Alla fine del campionato totalizza 28 presenze e 3 reti segnate, ma nonostante queste prestazioni non gli viene rinnovato il contratto.
Pashazadeh firma per lo Sturm Graz, ex squadra del suo connazionale Mehrdad Minavand, per la stagione 2004-2005. Durante il campionato, decide di trasferirsi all'Admira Wacker Mödling del manager iraniano Majid Pishyar, dove avevano militato i suoi connazionali Ali Latifi e Khodadad Azizi.
Termina la sua carriera da giocatore in questo club, retrocesso in Erste Liga nella stagione 2006-2007.

### Allenatore
Durante la stagione 2006-2007 è diventato allenatore della squadra amatoriale dell'Admira Wacker Mödling.
Rientrato in Iran, ha continuato a guidare club minori. La prima esperienza in patria è stata nel campionato 2009/10 al Tarbiat Badani Yazd nella seconda divisione del campionato iraniano.
Nella stagione 2017/18 si è seduto sulla panchina del Nassaji Mazandaran, prima di essere esonerato nella primavera 2018.